# Gislaveds Kommunhus Aktiebolag
Gislaveds Kommunhus Aktiebolag är ett svenskt förvaltningsbolag som agerar moderbolag för de verksamheter som Gislaveds kommun har valt att driva i aktiebolagsform. Bolaget ägs helt av kommunen.

## Bolag
Källa: 
- Aktiebolaget Gislavedshus
- Enter Gislaved AB
- Gislaved Energi Koncern Aktiebolag
  - Gislaved Energi AB
  - Gislaved Energi Elnät AB
- Gisletorp Lokaler AB